# ハイイロアジサシ
ハイイロアジサシ （灰色鯵刺、学名：Anous cerulea） は、チドリ目カモメ科に分類される鳥類の一種である。以前はハイイロアジサシ属に分類されていたが、現在はクロアジサシ属に分類されている。

## 形態
体長は約27cm。小型のアジサシ類である。頭部から体までは青灰色で翼の先は黒っぽい。まれに全体に灰色みの強い暗色型の個体も出現する。尾は他のアジサシ類と比べると太く短めである。

## 分布
南太平洋の熱帯地方の島々で繁殖し、非繁殖期は周辺の外洋に生息する。
日本では、極めて稀な迷鳥として北硫黄島と南鳥島で記録がある。

## 亜種
以下の亜種が存在する。
- Anous ceruleus saxatilis ハイイロアジサシ
- Anous ceruleus nebouxi
- Anous ceruleus ceruleus
- Anous ceruleus teretirostris
- Anous ceruleus murphyi

## 生態
非繁殖期は、外洋上で生活するものが多い。
繁殖期は集団でコロニーを形成する。地上に産卵する。